# Jennifer Lopez & Marc Anthony en concierto
Jennifer Lopez & Marc Anthony en concierto foi uma turnê realizada apenas na América do Norte por Jennifer Lopez e Marc Anthony. A turnê começou no dia 28 de setembro de 2007 e terminou em 7 de novembro de 2007, passando apenas pela América do Norte.

## Lista de músicas
1. "Aguanile"
2. "Valió la Pena"
3. "Te Conozco Bien"
4. "Amar Sin Mentiras"
5. "Tu Amor Me Hace Bien"
6. "Nadie Como Ella"
7. "You Sang to Me"
8. "Y Hubo Alguien"
9. "Hasta Que Te Conocí"
10. "Faithfully"
11. "My Baby You"
12. "Ahora Quien"
13. "Volando Entre Tus Brazos"
14. "Preciosa"
15. "I Need to Know"
16. "Mi Gente"

1. "Brave" (Vídeo Introdução)
2. "Do It Well"
3. "Jenny from the Block"
4. "If You Had My Love"
5. "Me haces falta"
6. "Te voy a querer"
7. "Ain't It Funny (Murder Remix)"
8. "I'm Real (Murder Remix)"
9. "All I Have"
10. "Hold You Down"
11. "I'm Gonna Be Alright (Track Masters Remix)"
12. "Hold It, Don't Drop It"
13. "Qué hiciste"
14. "Por qué te marchas"
15. "Waiting for Tonight"
16. "Love Don't Cost a Thing"
17. "Get Right"
18. "Let's Get Loud"

Bis (performance com Anthony)
1. "Por arriesgarnos"
2. "No me ames (Tropical Remix)"